# Tilatou
Tilatou est une commune de la wilaya de Batna en Algérie, située à 40 km à l'est de Barika et à 45 km au sud-ouest de Batna.

## Géographie

### Situation
Le territoire de la commune de Tilatou est situé au sud de la wilaya de Batna.
| Sefiane, Seggana | Ouled Aouf             | Aïn Touta              |
| Seggana          | Tilatou                | Aïn Touta              |
| Bitam            | El Kantara (W. Biskra) | El Kantara (W. Biskra) |

### Localités de la commune
La commune de Tilatou est composée de 5 localités :
- Djebel Metlili
- Ghasrou
- Lahouam Metlili
- Legridet
- Tilatou